# 斯拉维察·久基奇·德亚诺维奇
斯拉维察·久基奇·德亚诺维奇（發音：[slâʋitsa dʑûkitɕ dɛjǎːnɔʋitɕ]；1951年7月4日— ），塞爾維亞政治人物。曾任該國衛生部長、代理總統及國會議長。並且長期是塞爾維亞社會黨黨員。
德亞諾維奇是繼娜塔莎·米契奇之後塞爾維亞第二位女性國會議長。她在2012年鮑里斯·塔迪奇辭職後代理總統職位，成為該國首位女性總統。